# Gerhard Dohrn-van Rossum
Gerhard Dohrn-van Rossum (n. 1947) es un historiador alemán. Famoso por haber publicado el tratado de Die Geschichte der Stunde. Uhren und moderne Zeitordnungen. Estudia Filosofía e Historia en las ciudades de Berlín y Heidelberg. 

## Obras
- Die Familie in der Geschichte. Vandenhoeck & Ruprecht, Göttingen 1982, ISBN 3-525-33460-5 (en colaboración con Heinz Reif).
- Im Netz der Zeit. Menschliches Zeiterleben interdisziplinär. Hitzel, Stuttgart 1989, ISBN 3-8047-1057-3.
- Politischer Körper, Organismus, Organisation. Zur Geschichte naturaler Metaphorik und Begrifflichkeit in der politischen Sprache. Dissertation, Universität Bielefeld 1977.
- Die Geschichte der Stunde. Uhren und moderne Zeitordnungen. Anaconda Verlag, Köln 2007, ISBN 978-3-86647-139-9.